# Huevos haminados
Los huevos haminados (denominado también como huevos sefardíes, o huevos enhaminados) son una preparación típica de la cocina sefardí elaborada con huevos cocidos en agua hirviendo aromatizada con diversas especias durante mucho tiempo. Esta cocción permite que los huevos tengan una yema marmolada. Son una preparación que ocupa una posición central en la mesa del Pesaj al festejar el año nuevo.

## Características
Una de las primeras características es la cocción de los huevos de gallina durante varias horas. La denominación haminados significa "cocidos" en ladino. La cocción tiene dos etapas bien diferenciadas. En la receta original se cuecen los huevos con cebollas durante dos horas, aromatizando la mezcla con pimienta negra y sal. En una segunda etapa se rompen las cáscaras y se somete de nuevo los huevos a una cocción lenta. Los huevos al final quedan marmolados, es decir con colores diversos en su superficie.